# Les Grandes Grandes Vacances
 (décembre 2021).
Les Grandes Grandes Vacances, est une série d'animation pour enfants diffusée en 2015 sur France 3, qui raconte la Seconde Guerre mondiale et l'occupation à hauteur d'enfants.
La série est basée sur une vingtaine de témoignages de personnes ayant eu 5 à 15 ans à l'époque,,.

## Synopsis
Été 1939. Ernest, 11 ans, et Colette, 6 ans, deux petits Parisiens, sont en Normandie, à Grangeville, chez leurs grands-parents, Mamili et Papilou. La guerre éclate et la décision est prise de les tenir éloignés de Paris, le temps de « voir venir ». Ce week-end se prolongera pendant les cinq années de la guerre, se transformant en « grandes grandes vacances »... Parachutés à la campagne, un monde qui leur est totalement étranger, Ernest et Colette découvrent une nouvelle vie loin de leurs parents. Ils vont devoir trouver leur place parmi les enfants du village et composer avec les inquiétudes des adultes. Ils seront également confrontés à l'exode, à l’Occupation allemande, aux réquisitions, aux privations, à la perte d’êtres chers. Ils vont grandir, résister à leur manière et s’adapter alors que tous leurs repères sont bouleversés.

## Distribution
- Clara Quilichini : Colette
- Julien Crampon : Ernest
- Pauline Brunner : Muguette
- Benjamin Bollen : Jean
- Sauvane Delanoë : Marcellin
- Dorothée Pousséo : Gaston
- Milan Morossi : Fernand
- Marion Game : Mamili
- Rainer Sievert : Hans
- Alexandre Aubry : Papilou
- Philippe Catoire : Herpin
- Benoît Du Pac : Jean-Baptiste
- Jérémy Prévost : M. Tissier
- Antoine Lelandais : M. Durand
- Magali Rosenzweig : Jeanne
- Laurence Briand : Lucie
- Laura Blanc : Mme Guibert
- Anne Mathot : Mme Tissier
- Jean-Pascal Quilichini : M. Guibert
- Johannes Oliver Hamm : Otto
- Marie Facundo : Paul/Rosalie
- Julien Alluguette : Pierre
- Cédric Dumond : Robert
- Jochen Hägele : Von Krieger
- Régine Blaess : Colette âgée (Voix)

## Épisodes
1. Les grandes Grandes Vacances
2. Drôle de guerre
3. L'Exode
4. Le Secret
5. Lettre à mon père
6. Tombé du ciel
7. À ton étoile
8. Les Petits Partisans
9. Les Sanglots longs
10. Le Vent de la liberté

## Personnages
- Si vous ne connaissez pas le sujet, laissez ce bandeau (vous pouvez alors contacter les auteurs).
- Si vous supprimez le contenu mis en cause (vous pouvez préalablement contacter les auteurs),

argumentez précisément cette suppression dans la page de discussion
(un manque de référence n'est pas un argument ; une recherche réelle de référence doit avoir été effectuée, être formellement documentée).

### La bande des Robinsons
(L'âge donné correspond au début de la guerre)
- Colette Bonhour : 6 ans,  espiègle et charmante, la vie à la campagne fera naître en elle une passion pour les animaux, mais aussi pour la nature où elle aime flâner avec son frère Ernest. Son plus jeune âge rend sa séparation avec sa mère plus douloureuse mais une très jolie relation de complicité se nouera avec Mamilie, sa grand-mère chérie. Elle est vive, intelligente, rapide, jeune mais ne parle pas comme un bébé. Elle a la langue bien pendue ! A un petit faible pour Gaston Morteau vers la fin de la série. Elle est âgée de 12 ans à la fin de la guerre.
- Ernest Bonhour : 10 ans, frère de Colette. C’est un garçon doux, fin, attentif, joyeux. À la campagne, il se révèlera beaucoup plus courageux et débrouillard qu’il ne le croyait. Il se rapproche très vite de sa petite sœur dont il devient le protecteur. Il fondera les Robinson dans l'épisode 2 avec Colette, Fernand, Jean et Muguette. Il gagnera, non sans mal, une place d’importance auprès de ses grands-parents, notamment auprès de Papilou qui lui fait un peu peur au début. Il a un cœur pur, un grand sens de la justice et n’est pas de nature soumise malgré des apparences d’enfant bien élevé. Il a du vocabulaire, est très observateur et fin psychologue. Il est âgé de 16 ans à la fin de la guerre.
- Jean Guibert : fils du maire. Il est le premier à se lier d'amitié avec Ernest. C'est un garçon cultivé, à l'esprit vif et doté d’un humour un peu pince-sans-rire. Bien éduqué, il est courageux et n'hésitera jamais à mettre la main à la pâte. Il est respecté des autres enfants même si au début, il est loin d'être ami avec les Morteau. Au moins, ils le laissent tranquille. Au début, il craint et évite Muguette qu’il voit comme une « sorcière » mais il finira par l’accepter et même par tomber amoureux d'elle. Sa proximité avec la mairie et la Kommandantur, qui s’installe chez lui, sera précieuse quand les enfants auront besoin de tampons officiels ou d’informations officieuses… Il a le même âge qu'Ernest.
- Muguette : C’est une fille vivant seule avec son père. C’est elle qui montre à Ernest sa « trouvaille » : une maison abandonnée dissimulé dans la forêt : celle-ci deviendra par la suite le Repaire des Robinson. Muguette sera acceptée par Ernest et les autres et deviendra une Robinson (épisode 2). Elle est téméraire, sauvage et volontaire. Elle est d’une maturité stupéfiante.  Les rumeurs les plus folles courent à son sujet, ce qui n’aide pas Muguette à s’intégrer. Pourtant, elle est ouverte, très dégourdie et sait se défendre. Elle va immédiatement prendre Ernest et Colette sous son aile. Elle est crainte des autres enfants qui la surnomment « la v'rech » en raison de l'activité de son père qui ramasse le varech. Elle est amoureuse de Jean et a le même âge qu'Ernest.
- Marcelin Morteau et Gaston Morteau : deux frères, fils de fermiers. Blagueurs et débrouillards, leur relation avec Ernest et Colette sera faite de défis, de chamailleries et de méfiance au début. Peu à peu, ils s’apprivoiseront et finiront même par s’apprécier. Gaston en premier (épisode 4) et ensuite Marcelin (épisode 5). Ils deviendront des Robinson : Gaston dans l'épisode 4 et Marcelin dans l'épisode 5. Ils sont rustres, bruts de décoffrage mais ils ont un sens profond de la famille et de la solidarité. Et une large connaissance de la nature, des animaux, de la campagne mais aussi des lieux alentours qui seront très utiles aux Robinson lorsqu’ils rentreront dans la Résistance ! Gaston fait comme lui dit de faire son grand frère mais il est quand même un peu amoureux de Colette et ils seront assez vite très copains. Marcelin a l'âge d'Ernest et Gaston a l'âge de Colette.
- Fernand Geber : Alsacien, il a fui cette région par crainte de l'invasion allemande et a rejoint la Normandie, pays natal de son père. Son fort accent lui vaut immédiatement l’inimitié des Morteau et la défiance de l’épicier Tissier, ce qui lui permettra de tisser des liens très forts avec Ernest et Jean. Il devient un Robinson (épisode 2). On découvrira plus tard qu’il est juif par sa mère ; il sera dès lors obligé de se cacher par honte de porter l'étoile jaune, mais il finira par être arrêté au moment de dire au revoir à sa mémé, avant d'essayer de partir pour l'Angleterre (épisode 7). Il sera emprisonné dans un des nombreux camps allemands et mourra à quinze ans assassiné, hors de l'écran, dans le tristement célèbre camp de concentration Auschwitz (épisode 10). Ce personnage représente les épreuves et injustices vécues par le peuple juif lors de la guerre.

### La famille d'Ernest et Colette
- René, dit Papilou : le grand-père.
- Émilie, dite Mamilie : la grand-mère.
- Robert Bonhour, le père : évadé d'un stalag, il rejoint la Résistance.
- Lucie Bonhour, la mère : atteinte de la tuberculose, elle est soignée en Suisse.

### Les autres personnages
- Paul Tissier : fils de l'épicier et de Violette, qui n'a pas hérité de la mesquinerie de son père. Il se lie d'amitié avec Colette mais ne fait pas partie des Robinson, bien qu'il soit au courant de l'emplacement du repaire secret. Il sauvera Colette et Gaston en les prévenant après que le repaire aura été découvert par Durand et les Allemands. Il survivra à la fin de la guerre (épisode 10).
- Durand : collaborateur (collabo) des Allemands, détesté de tout le village et qui traque sans arrêt les Robinson. Il sera capturé et fusillé à la fin de la guerre, dans le cimetière de Grangeville, (hors de l'écran dans l'épisode 10), comme beaucoup de "collabos".
- Herpin : l'instituteur et chef du réseau de la résistance de Grangeville, appelé Épervier. Il est malheureusement tué, (hors de l'écran), par les Allemands après avoir crié « Vive la France ! », peu après que le repaire des Robinson a été découvert par Durand (épisode 10).
- Jean-Baptiste  : facteur très maladroit qui s'entend bien avec tout le village et qui est de la résistance.
- Pierre : le grand frère de Marcelin et Gaston. Il rejoint lui aussi la Résistance avec Robert.
- Jeanne : mère de Marcelin, Pierre et Gaston et veuve depuis plusieurs années. Elle possède une ferme qu’elle gère  avec une main de fer. Elle apprend le français à Otto et en tombe amoureuse et réciproquement. Elle est appelée « la Mère » par ses fils.
- Otto : soldat allemand sympathique qui protège Jeanne et les enfants, il tue même un de ses propres camarades pour cette raison. Jeanne et lui tomberont amoureux. Après avoir frôlé l’exécution à la libération de Grangeville avec ses "camarades", il est sauvé par Robert (père de Ernest et Colette) et le maire du village grâce à ses actions de protection répétées envers les Robinson et la famille de Jeanne. Il sera attribué aux « travaux à la ferme » et obtiendra la nationalité française.
- Violette : elle tient le bar de Grangeville. C'est la femme de Tissier et la mère de Paul.
- Tissier : patron cupide de l'épicerie. Mari de Violette et père de Paul.
- Le colonel Von Krieger : colonel qui dirige tous les soldats allemands à la Kommandantur. Il répond aux ordres d'Adolf Hitler en personne, et, vers la fin de la série, il prendra la fuite en raison de l'arrivée des alliés dans le village et de la destruction presque totale du Kommandantur par La Résistance pour sauver les otages (épisode 10) et on ne sait pas quel est son sort, soit il survit, soit il décède, soit il est capturé.
- Guibert : le maire de Grangeville et le père de Jean. Le colonel Von Krieger établit la Kommandantur, lieu de commandement allemand, à la mairie et dans sa maison.
- Mme Guibert : femme du maire et mère de Jean.
- Antoine : ami de Jean, il meurt sur la plage près du village, après avoir accidentellement marché sur une mine hors de l'écran (épisode 6).
- Rosalie : juive qui fuira avec l'aviateur anglais Douglas (blessé et recueilli par la bande des Robinson) après que ses parents se sont faits arrêtés (épisode 7). Elle survivra à la guerre (épisode 10).
- Le colonel Douglas : aviateur anglais blessé et recueilli par la bande des Robinson (épisode 6 / Tombé du ciel). Il s'enfuira avec Rosalie jusqu'à la fin de la guerre.
- Hans : soldat allemand sadique, préposé aux réquisitions. Les Robinson découvriront son trafic avec Tissier et il sera chassé du village par Otto, mais il réussira à attraper et manger Gadoue avant son départ (épisode 5). A la grande horreur des Robinson, il reviendra avec d'autres soldats quand le colonel demandera des renforts contre les résistants (épisode 8). Il sera abattu par Otto (hors de l'écran dans l'épisode 9) car il voulait emmener Jeanne comme otage.
- Gadoue : c'est le cochon de Colette. Papilou l'achète à Jeanne (épisode 1). Devenu bien gras, il deviendra une cible de choix pour Hans, qui finira par l'attraper (et le manger hors de l'écran), peu après avoir été chassé du village par Otto (épisode 5).
- Picottin : le cheval de Jeanne. Il meurt lorsque les Français font sauter un pont après une attaque des Avions Allemands (épisode 3).
- Gatorze : le chien de Jeanne. Il est tué hors de l'écran par Hans, lorsqu'il vient chercher Jeanne pour la prendre comme otage (épisode 9).
- Henri : ami d'Antoine, il survit et continue sa vie sans Antoine jusqu'à la fin de la guerre.

## Production
Le projet naît en 2008, d'une idée originale de Delphine Maury. Elle rencontre entre 2009 et 2015 des personnes ayant vécu la guerre alors qu'elles étaient âgées de 5 à 15 ans.
Serge Élissalde est initialement attaché à la réalisation. Émile Bravo prête son univers pour la bible graphique[réf. nécessaire] et la série doit sa réalisation[réf. nécessaire] à Paul Leluc. Olivier Vinuesa et Alain Serluppus l'accompagnent au début de l'écriture, sur l'arche narrative, puis Guillaume Mautalent et Sébastien Oursel deviennent co-scénaristes sur l'ensemble de la série. Timothée de Fombelle prête également main-forte sur l'arche des 10 épisodes[réf. souhaitée]. Syd Matters compose la musique de la série.
La production de la série nécessite 18 mois de travail et une centaine de personnes.
La commune de Grangeville où se situe la série est fictive. Elle est inspirée de Sainte-Marguerite-sur-Mer et Varengeville, à côté de Dieppe.
Chaque épisode diffusé est suivi d'un documentaire animé d'une minute réalisé par un ancien étudiant fraîchement diplômé de l'école de La Poudrière,,. Ces 10 courts-métrages illustrent — en relation avec les thèmes de chaque épisode — les souvenirs d'une personne qui était enfant à cette époque et dont le témoignage a nourri l'écriture de la série.

## Produits dérivés

### DVD et Blu-ray
- Un coffret de deux DVD contenant l'intégralité des dix épisodes est paru en France le 1er mai 2015 et le 2 mai 2015 dans le reste de l'Europe. La dizaine d'épisodes est scindée de manière égale sur les deux DVD du coffret, ceux-ci ne contenant aucun bonus.
- La série sort en Blu-ray en France le 12 février 2018.

### Romans
Quatre romans illustrés sont sortis avec une novellisation des scénarios.
1. Une drôle de guerre: Ernest et Colette arrivent chez leurs grands-parents en septembre 1939. La guerre est déclarée juste après leur arrivée. Leur père est mobilisé et leur mère, souffrant de tuberculose, doit partir au sanatorium. Les enfants, vont rester à la campagne pour faire leur rentrée scolaire, mais les évènements s’enchaînent et finalement,ils vont y rester pendant toute la guerre. Ce premier tome, raconte la première année d’Ernest et Colette à Grangeville, entre leurs grands-parents, leurs nouveaux camarades de classe, l’inquiétude d’être séparés de leurs parents : une nouvelle vie, pleine de surprises et de découvertes, dans un contexte historique bouleversant.
2. Pris dans la tourmente : L’armée allemande approche du petit village de Grangeville. Ernest, Colette et leurs grands-parents doivent quitter la maison. C’est l’exode. Ils rejoignent les milliers de personnes fuyant l’avancée allemande. Mais, au cours du trajet, les enfants vont être séparés de leurs grands parents. Ils vont trouver refuge auprès de leur ami Jean, le fils du Maire, et de sa mère. La route étant désormais coupée, ils vont faire demi-tour vers le village. Mais une nouvelle surprise les attend : les Allemands s’installent dans le village. Il va falloir vivre à leurs côtés…
3. L’Heure du choix : Mars 1941, premier hiver de l’Occupation. Ernest et Colette découvrent les pénuries et le rationnement, alors qu’ils préparent un colis pour leur père, Robert, prisonnier en Allemagne. Tissier, l’épicier du village, a décidé de profiter de la situation pour alimenter le marché noir, en collaborant avec Hans, l’officier allemand. Les enfants se retrouvent confrontés aux choix parfois discutables des adultes. Heureusement, ils trouvent du réconfort auprès de leur instituteur monsieur Herpin. Et la bienveillance de leurs grands-parents allège le quotidien.
4. Le Vent de la liberté : Automne 1943, les tensions sont de plus en plus fortes dans le petit village de Grangeville. La bande des Robinson, n’écoutant que son courage, aide la Résistance en faisant le relevé des nouvelles batteries et défenses des Allemands sur la côte. C’est Monsieur Herbin, leur instituteur, qui se révèle être le chef de la Résistance de la Région. Quelques mois plus tard, enfin, le débarquement des alliés a lieu ! Le village attend d’être libéré. Mais la nervosité des Allemands s’accentue, provoquant des représailles terribles. Malgré tout, un vent de liberté souffle désormais et rien ne pourra l’arrêter.

### Bandes dessinées
Depuis 2019, la série est adaptée en bande dessinée d’abord publiée dans le magazine Astrapi de avril 2019 à février 2021 en reprenant l'identité graphique de la série animée. Cinq tomes sont actuellement sortis :
1. Drôle de guerre
2. Le Secret
3. Des temps difficiles
4. En résistance ! (parution le 16 juin 2021)
5. Un vent de liberté (parution le 8 juin 2022)

### Cahier de vacances
Un cahier de vacances est paru le 10 avril 2015. Il se compose de quatre parties :
1. 1939-1940 – C’est la guerre ;
2. 1940-1941 – Les Allemands sont là ;
3. 1942-1944 – On résiste ! ;
4. 1944 – Enfin libres.

Chacun leur tour, Ernest et Colette prennent la plume pour nous raconter leur quotidien de la guerre. Leurs récits sont ponctués d’illustrations tirées du dessin animé et mises en scène à la façon de photographies.
En outre, chaque cahier comporte 4 pages documentaires illustrées de photos d’archives qui font le point sur la Seconde Guerre mondiale et quittant la hauteur des yeux d’enfants pour s’élever vers une vision plus politique et moins quotidienne de la guerre. 

### Jeu vidéo
L’entreprise Manzalab a développé un jeu d’aventure point and click en quatre épisodes sur le thème du quotidien des enfants pendant la seconde guerre mondiale. Le jeu est destiné à un public d’enfants entre 8 et 12 ans. Il est jouable sur le site Lumni de France Télévision.
Le joueur incarne à tour de rôle, Ernest et Colette, les deux principaux personnages de la série et va accomplir des missions tout le long des épisodes.
L’objectif est d’obtenir des indices, de récolter des objets pour débloquer des étapes du jeu ou encore de résoudre des mini-jeux de réflexion. Grâce au journal de bord, le joueur a accès tout au long de son parcours à des faits historiques expliqués. 